# Ёсъю
Ёсъю — река в России, течёт по территории городского округа Ухта Республики Коми. Устье реки находится в 21 км по правому берегу реки Пость. Длина реки составляет 12 км.
В 8 км от устья, по правому берегу реки впадает река Ёсъвож

## Данные водного реестра
По данным государственного водного реестра России относится к Двинско-Печорскому бассейновому округу, водохозяйственный участок реки — Печора от впадения реки Уса до водомерного поста Усть-Цильма, речной подбассейн реки — бассейны притоков Печоры ниже впадения Усы. Речной бассейн реки — Печора.
Код объекта в государственном водном реестре — 03050300112103000076103.